# Danuta Zawadzka
Danuta Stefania Zawadzka (ur. 11 grudnia 1974 w Kołobrzegu) – polska ekonomistka, doktor habilitowany nauk ekonomicznych, nauczycielka akademicka, rektor Politechniki Koszalińskiej od 2020 roku.

## Życiorys
W 1998 ukończyła magisterskie studia ekonomiczne na Wydziale Ekonomii i Zarządzania Politechniki Koszalińskiej. Od tego czasu związana jest zawodowo z macierzystą Uczelnią – początkowo jako asystent, od 2002 r. jako adiunkt. Od marca 2011 r. jest zatrudniona na stanowisku profesora nadzwyczajnego w Katedrze Finansów na Wydziale Nauk Ekonomicznych PK. Stopień naukowy doktora nauk ekonomicznych w specjalności finanse i bankowość uzyskała w 2002 na Wydziale Zarządzania i Ekonomiki Usług Uniwersytetu Szczecińskiego (promotor: prof. dr hab. Aurelia Bielawska, tytuł rozprawy: Efektywność finansowania przedsiębiorstwa kapitałem uzyskanym z emisji krótkoterminowych papierów dłużnych). Stopień naukowy doktora habilitowanego nauk ekonomicznych w dyscyplinie ekonomia, w specjalności finanse przedsiębiorstwa uzyskała w 2010 r. w Uniwersytecie Ekonomicznym w Poznaniu na Wydziale Zarządzania (tytuł rozprawy: Determinanty popytu małych przedsiębiorstw na kredyt handlowy. Identyfikacja i ocena).
Związana z działalnością organizacyjną uczelni. W latach 1996–1998 była wiceprzewodniczącą, a później przewodniczącą Parlamentu Studentów PK oraz członkiem Senatu PK. Kończąc studia została uhonorowana za wybitne osiągnięcia w nauce oraz wzorową postawę i zaangażowanie w życie społeczności akademickiej.
Dr hab. Danuta Zawadzka, prof. PK jest rektorem Politechniki Koszalińskiej w kadencji 2020-2024, była prorektorem ds. Kształcenia w kadencjach 2012-2016 oraz 2016-2020, przewodniczącą Uczelnianej Rady ds. Jakości Kształcenia, kierownikiem Katedry Finansów Wydziału Nauk Ekonomicznych PK. W latach 2002–2012 pełniła funkcję koordynatora Programu Socrates-Erasmus (obecnie LLP – Erasmus Departamental Coordinator). Była członkiem Komisji ds. Jakości, obecnie jest przewodniczącą Rady Programowej kierunku Finanse i Rachunkowość.
W latach 2007–2008 realizowała habilitacyjny projekt badawczy pt. Identyfikacja i ocena czynników determinujących popyt na kredyt handlowy zgłaszany przez mikro i małe przedsiębiorstwa (3353/B/H03/2007/33). W latach 2011–2013 była kierownikiem grantu badawczego, finansowanego ze środków Narodowego Centrum Nauki, pt. Wzrost i alokacja aktywów finansowych i rzeczowych rolników (przedsiębiorstw rolniczych i gospodarstw domowych) Pomorza Środkowego (3577/B/H03/2011/40). Jej działalność naukowa znajduje odzwierciedlenie w ponad 140 publikacjach naukowych. Pełniła rolę promotora w dwóch przewodach doktorskich w dyscyplinie finanse (dr Agnieszka Strzelecka: Finansowe czynniki determinujące oszczędności rolniczych gospodarstw domowych Pomorza Środkowego, Uniwersytet Szczeciński, Wydział Zarządzania i Ekonomiki Usług, 2014; dr Ewa – Szafraniec Siluta: Finansowe czynniki determinujące rozwój inwestycji rzeczowych przedsiębiorstw rolniczych Pomorza Środkowego, Uniwersytet Szczeciński, Wydział Zarządzania i Ekonomiki Usług, 2015).
Danuta Zawadzka odbyła staże w Instituto Superior de Ekonomia e Gestão (Universidade Tecnica de Lisboa) w Portugalii, w Uniwersytecie w Liège w Belgii i w Coventry Technical College w Wielkiej Brytanii. Była stypendystką Wspólnoty Francuskiej Belgii, programów: Tempus, Sokrates – Erasmus, LLP-Erasmus.
Jest członkiem Polskiego Stowarzyszenia Finansów i Bankowości, Athens Institute for Education and Research (ATINER), Polskiego Towarzystwa Ekonomicznego, w którym w latach 2002–2005 pełniła funkcję członka Zarządu Oddziału w Koszalinie. Od 2005 r. jest członkiem Rady Naukowej PTE Oddział w Koszalinie, obecnie jej przewodniczącą. W latach 2003–2016 pełniła społeczną funkcję wiceprezesa Fundacji „Nauka dla Środowiska” działającej przy Parku Naukowo-Technologicznym Politechniki Koszalińskiej. Od 2002 r. współpracuje z Radą Środkowopomorskiej Naczelnej Organizacji Technicznej. Jest członkiem Rady Programowej Zeszytów Naukowych ENTIME – Entrepreneurship in Modern Economics wydawanych przez Politechnikę Gdańską oraz redaktorem tematycznym Journal of Capital Market and Behavioral Finance. Pełni rolę recenzenta m.in.: Studiów Prawno-Ekonomicznych, Annales Oeconomia – Sectio H Oeconomia, Zeszytów Naukowych Uniwersytetu Szczecińskiego: Finanse, Rynki Finansowe, Ubezpieczenia, Prac Naukowych Uniwersytetu Ekonomicznego we Wrocławiu, Zeszytów Naukowych Wydziału Nauk Ekonomicznych SGGW w Warszawie, Business and Economic Horizons, Rocznika Ochrony Środowiska, Roczników Naukowych SERIA.
Odznaczona Medalem Komisji Edukacji Narodowej (2009), Złotą Odznaką Honorową Polskiego Towarzystwa Ekonomicznego (2010), Medalem Brązowym za Długoletnią Służbę (2013). W kadencji 2012–2016 była członkiem Komisji Akredytacyjnej Uczelni Technicznych, a w kadencji 2016–2020 – członkiem komisji ds. kształcenia funkcjonującej w ramach Konferencji Rektorów Polskich Uczelni Technicznych.